# Igor Shafarevich
Igor Rostislavovich Shafarevich (tiếng Nga: И́горь Ростисла́вович Шафаре́вич; sinh ngày 3 tháng 6 năm 1923 – mất ngày 19 tháng 2 năm 2017) là nhà toán học Liên Xô và Nga có cống hiến cho hai nhánh lý thuyết số đại số và  hình học đại số. Ngoài toán học ra, ông còn viết sách và các bài báo phê bình chủ nghĩa xã hội và các cuốn khác được mô tả có thái độ bài Do thái.

## Toán học
Từ lúc sớm, Shafarevich đã có những cống hiến nền tảng cho nhiều phần của toán học bao gồm lý thuyết số đại số, hình học đại số và hình học đại số số học. Cụ thể hơn, trong lý thuyết số đại số, định lý Shafarevich–Weil mở rộng ánh xạ đảo nhau và giao hoán cho trường hợp các nhóm Galois, các nhóm này là mở rộng tâm của nhóm Abel bằng các nhóm hữu hạn.
Shafarevich là nhà toán học tìm ra công thức hoàn toàn độc lập cho xếp cặp Hilbert, là khởi đầu của nghiên cứu các công thức hiện trong lý thuyết số. Một kết quả nổi tiếng khác (và vẫn còn chút chưa hoàn thành) là định lý Shafarevich trên các nhóm Galois giải được, cho thấy mọi nhóm hữu hạn và giải được có thể xem là nhóm Galois trên các số hữu tỉ.
Một phát triển khác là định lý Golod–Shafarevich trên các tháp của mở rộng không phân nhánh của trường số.
Shafarevich và trường ông đã đóng góp to lớn cho nghiên cứu hình học đại số của các mặt phẳng. Ông bắt đầu buổi chuyên khảo nổi tiếng ở Moscow về phân loại các mặt đại số nâng cấp cách xử lý hình học song hữu tỉ quanh 1960 và là người chịu trách nhiệm lớn cho giới thiệu ban đầu của hướng tiếp cận bằng các lược đồ cho hình học đại số trong trường Liên Xô. Nghiên cứu của ông trong số học của các đường cong elliptic dẫn ông tới (độc lập với nhà toán học John Tate), giới thiệu của nhóm có liên hệ với các đường cong elliptic trên trường số, nay gọi là nhóm Tate–Shafarevich (thường được gọi ngắn đi là 'Sha', là được ký hiệu là 'Ш', là chữ Kirin đầu tiên trong phần họ của ông).
Ông góp phần cho công thức Grothendieck–Ogg–Shafarevich và tiêu chuẩn Néron–Ogg–Shafarevich.
Cùng với cựu sinh viên Ilya Piatetski-Shapiro, ông chứng minh một phiên bản của định lý Torelli cho các mặt K3.
Ông đề ra giả thuyết Shafarevich, hỏi về tính hữu hạn của tập các đa tạp Abel trên trường số cố định số chiều và một tập cho trước của các nguyên tố có rút gọn xấu. Giả thuyết này được chứng minh bởi Gerd Faltings và là bước đệm trong bài chứng minh của Faltings cho giả thuyết Mordell.
Các học sinh của Shafarevich bao gồm Yuri Manin, Alexey Parshin, Igor Dolgachev, Evgeny Golod, Alexei Kostrikin, Suren Arakelov, G. V. Belyi, Victor Abrashkin, Andrey Todorov, Andrey N. Tyurin, và Victor Kolyvagin.
Ông từng là thành viên của viện Hàn lâm Khoa học và Nghệ thuật Serbia trong các khoa Toán, Vật Lý và Khoa học Trái đất.
Trong 1960, ông được bầu làm thành viên của viện Khoa học Leopoldina của Đức. Trong 1981, ông được bầu làm thành viên nước ngoài của Hiệp hội Hoàng gia.
Trong 2017, Shafarevich được tặng huy chương vàng Leonhard Euler bởi viện Khoa Học Nga.

## Chính trị Liên Xô
Shafarevich nảy sinh mâu thuẫn với chính quyền Liên Xô vào đầu năm 1950 nhưng được bảo vệ bởi Ivan Petrovsky, hiệu trưởng của đại học Moscow. Ông thuộc nhóm các người bất đồng chính kiến chịu ảnh hưởng bởi Pochvennichestvo và theo đạo thống giáo đông phương. Shafarevich xuất bản cuốn The Socialist Phenomenon (bản Pháp năm 1975, bản tiếng Anh năm 1980), được chú thích bởi Aleksandr Solzhenitsyn khi nói chuyện với đại học Harvard vào năm 1978.
Trong những năm 1970, Shafarevich, cùng với Valery Chalidze, Grigori Podyapolski và Andrei Tverdokhlebov, trở thành một trong các nhà nghiên cứu nhân quyền của Andrei Sakharov và do đó phải rời đại học Moscow. Shafarevich phản đối can thiệp chính trị trong các trường đại học.

## The Socialist Phenomenon
Cuốn The Socialist Phenomenon của Shafarevich, được xuất bản ở Mỹ bởi Harper & Row vào 1980, phân tích nhiều ví dụ của chủ nghĩa xã hội kể từ thời đồ đá cho đến những dị giáo thời trung cổ và nhiều tư tưởng hiện đại và quốc gia theo chủ nghĩa xã hội. Từ những ví dụ này, ông cho rằng tất cả các nguyên lý cơ bản của tư tưởng xã hội chủ nghĩa đều được dẫn xuất từ động cơ đàn áp chủ nghĩa cá nhân. The Socialist Phenomenon bao gồm ba thành phần chính:
1. Chủ nghĩa xã hội nghìn năm thái bình: Xác định các tư tưởng chủ nghĩa xã hội giữa các người Hy Lạp cổ đại, đặc biệt là của Plato, trong nhiều nhóm dị giáo trung cổ chẳng hạn như Cathar, Brethren of the Free Spirit (dịch: "Những người anh em có linh hồn tự do"), Taborite, Anabaptist, trong nhiều nhóm tôn giáo trong nội chiến Anh, trong nhiều nhà văn hiện đại như Thomas More, Tommaso Campanella và nhiều nhà viết khai sáng ở Pháp trong thế kỷ 18.[6]
2. Chủ nghĩa xã hội trong nhà nước: Mô tả chủ nghĩa xã hội của nhóm Inca, của bang Jesuit ở Paraguay, Mesopotamia, Ai Cập và Trung quốc.[7]
3. Phân tích: Xác định ba chủ đề bãi bỏ thường gặp trong chủ nghĩa xã hội: bãi bỏ tài sản riêng, bãi bỏ gia đình nguyên tử và bãi bỏ tôn giáo (chủ yếu nhưng không chỉ Cơ Đốc Giáo)[8]

Shafarevich tranh luận rằng chủ nghĩa xã hội cổ đại (như của Mesopotamia và Ai Cập) chưa theo đúng tư tưởng, bởi tư tưởng chủ nghĩa xã hội bắt nguồn từ phản ứng với sự nổi dậy của chủ nghĩa cá nhân trong thời trục tâm. Ông so sánh ánh nhìn của Thomas More (Utopia) và của Tommaso Campanella (City of the Sun) về những gì đã biết về đế chế Inca và kết luận rằng có nhiều điểm tương đồng. Ông cho rằng chúng ta trở thành người qua mối quan hệ với Chúa và lập luận rằng chủ nghĩa xã hội về căn bản là hư vô và không nhận thức được rằng bản thân đang bị thúc đẩy bởi bản năng của cái chết. Ông kết luận rằng ta có lựa chọn theo đuổi cái chết hoặc cuộc sống.

## Góc nhìn tôn giáo
Shafarevich theo đạo Chính thống Nga và kết hợp góc nhìn neo-Platonic về Chính thống Đông Phương vào cách hiểu của ông về quan hệ giữa toán học và tôn giáo.
Trong cuộc trò chuyện với viện Hàn lâm Khoa học Göttingen khi nhận giải thưởng, Shafarevich trình bày góc nhìn của mình về mối quan hệ giữa toán học và tôn giáo. Ông để ý rằng nhiều phát hiện trong toán học, chẳng hạn như hình học phi Euclid, gợi ý rằng toán học thuần túy phản ánh thực tế khách quan, chứ không phải một tập các định nghĩa thông dụng hay hình thức. Ông cho rằng sự phát triển toán học không có hướng hay có hệ thống. Bởi để có đoàn kết và có hướng, toán học cần phải có mục tiêu, mục tiêu này có thể là áp dụng thực tiễn hoặc là dùng Chúa làm nguồn cho hướng phát triển. Shafarevich theo ý sau hơn, bởi toán học thuần túy không cần phải thúc đẩy bởi các áp dụng thực tiễn.

## Xuất bản
- Borevich, Z. I.; Shafarevich, Igor R. (1966), Number Theory, Pure and Applied Mathematics, quyển 20, Boston, MA: Academic Press, ISBN 978-0-12-117850-5, MR 0195803
- Shafarevich, Igor R. (1974) [1972], Basic Algebraic Geometry, Berlin, New York: Springer-Verlag, ISBN 978-3-540-08264-4, MR 0366916
- Shafarevich, Igor (1975), "Socialism in Our Past and Future." In From under the Rubble, with Solzhenitsyn, Alexander; Agursky, Mikhail; Barabanov, Evgeny; Borisov, Vadim; Korsakov, F. Collins: Harvill Press [Regnery Pub. 1989].
- Shafarevich, Igor (1980), The Socialist Phenomenon, New York: Harper & Row, ISBN 978-0895268778
- Shafarevich, Igor (1981), "On Certain Tendencies in the Development of Mathematics", The Mathematical Intelligencer, Vol. 3, Number 4, pp. 182–184.
- Nikulin, V. V.; Shafarevich, Igor (1987), Geometries and Groups, Berlin; Springer-Verlag, ISBN 0387152814
- Shafarevich, Igor R. (1989), Collected Mathematical Papers, Berlin, New York: Springer-Verlag, ISBN 978-3-540-13618-7, MR 0977275
- Shafarevich, Igor (tháng 3 năm 1990). Russophobia (PDF). Joint Publications Research Service. Lưu trữ bản gốc ngày 7 tháng 2 năm 2016.
- Kostrikin, A. I.; Shafarevich, Igor (1991), Noncommutative Rings, Identities, Berlin: Springer-Verlag, ISBN 978-3-642-72899-0
- Parshin, A. N.; Shafarevich, Igor (1995), Number Theory: Fundamental Problems, Ideas, and Theories, Berlin: Springer, ISBN 0387533842
- Arslanov, M. M.; Parshin, A. N.; Shafarevich, Igor (1996), Algebra and Analysis, Berlin: Walter de Gruyter, ISBN 311014803X
- Shafarevich, Igor (2003), Discourses on Algebra, Berlin: Springer, ISBN 978-3-540-42253-2
- Shafarevich, Igor (2005), Basic Notions of Algebra, Berlin: Springer, ISBN 978-3-540-26474-3
- Shafarevich, Igor (2013), Basic Algebraic Geometry 1: Varieties in Projective Space(3rd edition), Berlin, Springer-Verlag,ISBN 978-3-642-37955-0
- Shafarevich, Igor (2013), Basic Algebraic Geometry 2: Schemes and Complex Manifolds(3rd edition), Berlin, Springer-Verlag,ISBN 978-3-642-38009-9
- Shafarevich, Igor; Remizov, Alexey (2013), Linear Algebra and Geometry, Berlin, Springer-Verlag, ISBN 978-3-642-30993-9
- Shafarevich, Igor (2015), Collected mathematical papers, Reprint of the 1989 edition, Springer Collect. Works Math., Springer, Heidelberg, x+769 pp.